# Ralph Kaminski
Rafał Stanisław Kamiński (sinh ngày 8 tháng 11 năm 1990 tại Jasło) là một ca sĩ kiêm nhạc sĩ người Ba Lan. Anh lấy nghệ danh là Ralph Kaminski, thường biểu diễn thể loại Alternative rock và nhạc thính phòng.

## Sự nghiệp
Kaminski tốt nghiệp khoa Nhạc Jazz và Âm nhạc đại chúng tại Học viện Âm nhạc Stanisław Moniuszko ở Gdańsk và cũng học tại khoa Nhạc Pop tại Đại học Codarts về Nghệ thuật ở Rotterdam.
Năm 2012, Kaminski góp mặt tại mùa thứ hai của chương trình tìm kiếm tài năng X Factor phiên bản Ba Lan với ca khúc "Don't Know Why" của ca sĩ Norah Jones trong buổi thử giọng.
Vào ngày 6 tháng 6 năm 2016, Kaminski biểu diễn tại Liên hoan các bài hát Ba Lan toàn quốc lần thứ 53 tại Opole. Sau đó, vào ngày 14 tháng 11, anh phát hành album phòng thu đầu tay mang tên "Morze". Năm 2017, Kaminski tham gia biểu diễn tại Liên hoan Open'er. Vào tháng 6 năm 2018, anh biểu diễn tại Lễ hội Orange Warsaw.
Năm 2019, Kaminski biểu diễn tại Lễ hội âm nhạc Pol'and'Rock. Vào ngày 22 tháng 11 năm 2019, anh cũng ra mắt album phòng thu thứ hai mang tên "Młodość". Album này đạt vị trí thứ 17 trong danh sách bán hàng chính thức tại Ba Lan.